# Kärnvapenfri zon

Kärnvapenfria zoner
Stater som har kärnvapen
Stater som har andra länders kärnvapen på sitt territorium
Stater som omfattas av icke-spridningsavtalet

Kärnvapenfri zon blev under det Kalla krigets dagar ett begrepp, som syftade på ett område där kärnvapen inte skulle placeras ut. Tidiga försök gjordes i Norden, och 1959 ställde sig Sovjetunionen för detta förslag. då Nikita Chrustjev i april samma år föreslog detta i tidskrifen Izvestija.

### Fotnoter
1. ↑  ”Hotet från öst”. Sveriges regering. 26 februari 2002. Arkiverad från originalet den 16 mars 2005. https://web.archive.org/web/20050316125139/http://www.regeringen.se/content/1/c4/16/35/1cddddce.pdf. Läst 25 juni 2012.
2. ↑  ”Riksdagens protokoll 1981/82:158 (27 maj 1982)”. Sveriges riksdag. 27 maj 1982. http://www.riksdagen.se/sv/Dokument-Lagar/Kammaren/Protokoll/Riksdagens-protokoll-1981821_G509158/. Läst 25 juni 2012.